# Rhogeessa io
Rhogeessa io és una espècie de ratpenat de la família dels vespertiliònids, antigament inclosa dins l'especie R. tumida.

## Distribució
Viu des del centre i sud de Nicaragua fins al nord de Colòmbia i l'oest de l'Equador, així com a Veneçuela. També viu a Trinitat i Tobago, Guyana, el nord-est del Brasil i el nord de Bolívia.

## Hàbitat i ecologia
Aquesta espècie habita en una sèrie d'ambients, que inclouen el boscos perennes i caducifolis, matollars espinosos, àrees obertes i pobles, encara que sembla que prefereix el boscos lleugerament pertorbats. Es desconeix on viu durant el dia, encara que pot refugiar-se en edificis o forats als arbres, com altres espècies del gènere. Es tracta d'un dels primers ratpenats a aparèixer quan es pon el sol, sovint volant baix al llarg de camins o carreteres. Presenta dos pics d'activitat, durant una hora després de la posta del sol i durant l'alba. S'alimenten de petits insectes voladors, els quals sembla que cacen seguint unes rutes de cacera establertes. Els seus crits d'ecolocalització són curts, amb una freqüència màxima d'entre 50 i 60 kHz.